# Фенхель
Фенхель (Foeniculum) — рід квіткових рослин із родини окружкових. Він включає культивованого добре відомого фенхеля звичайного, Foeniculum vulgare.

## Біоморфологічна характеристика
Це однорічні або багаторічні трави. Усі частини сильно ароматизовані (із запахом анісу). Стебло прямовисне, кругле в перерізі, сіро-зелене або мертовно-блідо-зелене, голе. Листки на ніжках; пластини перисто складні, кінцеві часточки лінійні. Зонтики складні, кінцеві та бічні; приквітки відсутні; промені численні, поширюються вгору, нерівні. Пелюстки жовті, обернено-яйцеподібні. Плоди довгасті, круглі в перерізі, голі.

## Види
Рід містить три види:
- Foeniculum scoparium Quézel — Північна Африка
- Foeniculum subinodorum Maire, Weiller & Wilczek — Північна Африка
- Foeniculum vulgare Mill. — Середземномор'я, культивується і натуралізується в багатьох регіонах